# ملکه قاتل از کیتی پری
ملکه قاتل از کیتی پری (به انگلیسی: killer Queen by Katy Perry) نام عطری ساختهٔ خوانندهٔ آمریکایی، کیتی پری است. این عطر در اوت ۲۰۱۳ وارد بازار شد و سومین عطر کیتی پری پس از  پور و میو! است.

## جوایز
این عطر برنده جایزه انتخاب خریداران از مسابقات عطر کانادا می‌باشد.